# Anaphes hercules
Anaphes hercules är en stekelart som beskrevs av Girault 1911. Anaphes hercules ingår i släktet Anaphes och familjen dvärgsteklar. Inga underarter finns listade i Catalogue of Life.